# Биологический энциклопедический словарь
Биологи́ческий энциклопеди́ческий слова́рь — научный однотомный энциклопедический словарь по биологии, выпущенный издательством «Советская энциклопедия» в 1986 году под редакцией академика М.С. Гилярова. В 1989 году выпущено второе (исправленное) издание.
Первоначальный тираж — 100 000 экземпляров. Формат издания 84x108/16.
Словарь включает более 7,5 тысяч статей. Темы — физико-химическая биология, генетика, цитология, анатомия, морфология, эмбриология, физиология, экология, эволюционное учение и другое, а также описание конкретных таксонов.

## Состав
Словарь состоит из нескольких частей:
1. От издательства (с. 5–6).
2. Алфавитный словарь определений A–Я (около 7600 статей, 746 страниц и 29 вклеек с 58 цветными и черно-белыми таблицами с рисунками) — основной раздел (с. 7–752).
3. Именной указатель (с. 753–758).
4. Указатель латинских названий (с. 759–785).
5. Предметный указатель (с. 785–816).
6. Краткий перечень синонимических названий организмов (с. 817).
7. Биологическая литература (с. 818–829).
8. Список основных сокращений (с. 830).

На стр.831 приведён список Авторы словаря (около 500 имён).
Во втором издании, вышедшем в 1989 году, добавлены два раздела — указатель русских названий организмов и список позвоночных животных и сосудистых растений из Красной книги СССР, а также пополнен список биологической литературы в приложении.

## Редакционная коллегия
- М. С. Гиляров (главный редактор).
- А. В. Симолин (заместитель главного редактора).
- А. В. Яблоков (заместитель главного редактора).
- А. А. Баев.
- Г. Г. Винберг.
- Г. А. Заварзин.
- А. В. Иванов.
- С. Е. Северин.
- В. Е. Соколов.
- Л. П. Татаринов.
- А. Л. Тахтаджян.

## Библиографические данные
Биологический энциклопедический словарь / Гл. ред. М. С. Гиляров. — М. : Советская энциклопедия, 1986. — 831 с. — 100 000 экз.
Биологический энциклопедический словарь / Гл. ред. М. С. Гиляров. — 2-е изд., испр. — М. : Советская энциклопедия, 1989. — 863 с. — 150 000 экз. — ISBN 5-85270-002-9.
Биологический энциклопедический словарь : [репринт 1989] / Гл. ред. М. С. Гиляров. — М. : Большая Российская энциклопедия, 1995. — 864 с. — 15 000 экз.
Биология : Большой энциклопедический словарь : [репринт «Биологический энциклопедический словарь»] / Гл. ред. М. С. Гиляров. — М. : Большая Российская энциклопедия, 1998. — 864 с. — 16 000 экз.
Биология : Большой энциклопедический словарь : [репринт «Биологический энциклопедический словарь»] / Гл. ред. М. С. Гиляров. — М. : Большая Российская энциклопедия, 1999. — 864 с. — 11 000 экз.